# FIFA 08
FIFA 08 es la versión para la temporada de fútbol 2007-2008 de este simulador de fútbol por parte de EA Sports. Es el decimoquinto título de esta saga y el primero que es lanzado para PS3, Wii y en versiones móviles. El juego es lanzado el 27 de septiembre de 2007 para todas las plataformas disponibles. FIFA 08 dispone de 620 equipos licenciados, 30 ligas (tres ligas nuevas: Liga Australiana, Liga Checa, Liga Irlandesa) y más de 25.000 jugadores, teniendo una base de datos realmente grande.

## Gráficos
Como ha sido desde la versión de 2003, los gráficos han sido siempre continuistas. En FIFA 07, observamos una paleta de colores más opaca, que producía colores muy claros, cómo una resolución de los jugadores no muy alta y constantes ralentizaciones.
Este año, los desarrolladores se dispusieron a incluir una paleta de colores más acorde con la realidad. Priman los colores claros, pero no opacos. La resolución de la vestimenta de los jugadores es más alta así como también la de los propios jugadores. La textura de las camisetas es quizá el único gran rasgo visible de cambio entre FIFA 07 y 08. 
Se utilizó una técnica que permite una ropa más abultada y a cierta distancia más realista, además de que ahora los jugadores pueden vestir camisetas desfajadas. Los estadios y el público en general gozan de un gran colorido, sobre todo este último, que presenta distintos colores. El tamaño del campo es bastante reducida, lo que ayuda al tipo de timing que requiere el juego, uno rápido.

## Jugabilidad
Son muchísimos los cambios hechos a esta versión del juego. Entre los más importantes destacan una mejorada IA defensiva y del portero, un nuevo sistema de pases al hueco y cruces, la sencillez de cambiar entre jugadores durante la situación defensiva moviendo la segunda palanca, la posibilidad de crear formaciones y la nueva modalidad "Be a Pro". En cuanto a la mejorada inteligencia artificial de la máquina, cabe decir que se llama "sistema de amenazas" (no es el mismo del next-gen), en el cual cada defensor está constantemente revisando los movimientos de los atacantes, lo que hace más difícil dar los pases que se quieren. Además de esto, se nota que los defensores intentan robar el balón de forma más agresiva. Para el ataque, sin embargo, las directrices que siguen los jugadores de la CPU terminan siempre siendo las mismas, es decir, romper tu defensa por el medio a gran velocidad, lo que a ojos de unos sería bastante "arcade". Finalmente, para el portero, EA incluyó un selector de IA independiente de la del resto del equipo; dependiendo del nivel que se seleccione, el portero saldrá de los 3 palos más rápida e inteligentemente.
Sobre el arquero también es necesario decir que se puede controlar manualmente al presionar la segunda palanca (R3). Al tener el control sobre él, se usa como un jugador más. Es decir, si se presiona R1, saldrá a buscar al delantero a gran velocidad. Si se presiona el botón triángulo en el momento correcto, el portero le arrebatará el balón al jugador oponente.
Los pases al hueco y cruces, son básicamente totalmente independientes de la IA, por lo que cualquier jugada que se le ocurra en un momento a un jugador será complementada por los pases libres. No obstante, esto no es todo, ya que los cruces también son libres y permiten crear cualquier tipo de centro que se quiera o necesite. Su uso más importante se da en los centros al área.
La posibilidad de crear formaciones era algo que venían pidiendo desde hace mucho tiempo los fanes de la saga. En esta entrega, empero, no han sido cabalmente agregadas. Se pueden crear formaciones en el menú de edición, pero sorprendentemente no se pueden modificar las formaciones antes y durante los partidos a gusto, solo se pueden elegir formaciones predeterminadas. EA Sports también ha logrado reunir la alineación y formación de cada equipo en particular.
En cuanto al "Be a Pro", se trata de un modo de juego que permite al jugador seleccionar solo a un jugador por el resto del partido y ganar experiencia con él, como si de un juego de rol se tratase. La cámara de este modo no es cómo la usada en el next-gen (tercera persona), sino que es una que abarca casi todo el campo.

## Fifa 08 (versión Wii)
En cuanto a la versión de Wii, usa un nuevo sistema de control llamado FreeMotion.
Hay dos modos de control: Family Play y Avanzado. La versión de Wii puede decirse que es un puente entre PS2 y next-gen en términos técnicos.
Family Play es un nuevo modo donde solo se usa el Wii Remote. El movimiento es automático, mientras que el jugador solo debe pasar y tirar.
Avanzado o Estándar es donde se usan el Wii Remote y el Nunchuck juntos. Los controles de Family Play siguen igual, pero el Nunchuck agrega más combinaciones de control.
Ronaldinho Robinho Kaká o Adriano aparece en la fiesta Futii.

## Fifa 08 (versión DS)
La versión de Nintendo DS es similar a la de PSP.

## Banda sonora
- !!! - "All My Heroes Are Weirdos"
- Apartment - "Fall Into Place"
- Art Brut - "Direct Hit"
- Aterciopelados - "Paces"
- Babamars - "The Core"
- Bodyrox y Luciana - "What Planet You On?"
- Bonde do Rolê - "Solta o Frango"
- Camp - "From Extremely Far Away"
- Carpark North - "Human"
- CéU - "Malemolência"
- Cheb i Sabbah - "Toura Toura (The Nav Deep Remix)"
- Cansei de Ser Sexy - "Off the Hook"
- Datarock - "Fa-Fa-Fa"
- Digitalism - "Pogo"
- Disco Ensemble - "We Might Fall Apart"
- Dover - "Do Ya"
- Heroes & Zeros - "Into the Light"
- Ivy Queen - "Que Lloren"
- Junkie XL - "Clash"
- Jupiter One - "Unglued"
- Kenna - "Out of Control (State of Emotion)"
- K-Os - "Born to Run"
- La Rocca - "Sketches (20 Something Life)"
- Lukas Kasha - "Love Abuse"
- Madness, Sway DaSafo & Baby Blue - "Sorry"
- Maxïmo Park - "The Unshockable"
- Melody Club - "Fever Fever"
- Instituto Mexicano del Sonido - "El Micrófono"
- Modeselektor y Sasha Perera - "Silikon"
- Noisettes - "Don't Give Up"
- Pacha Massive - "Don't Let Go"
- Peter Björn and John - "Young Folks"
- Planet Funk - "Static"
- Robyn - "Bum Like You"
- Rocky Dawuni - "Wake Up the Town"
- Santogold - "You'll Find a Way"
- Simian Mobile Disco - "I Believe"
- Superbus - "Butterfly"
- Switches - "Drama Queen"
- The Automatic - "Monster"
- The Cat Empire - "Sly"
- The Hoosiers - "Goodbye Mr. A"
- The Hours - "Ali in the Jungle"
- The Tellers - "More"
- Tigarah - "Culture, Color, Money, Beauty"
- Travis - "Closer"
- Tumi & the Volume - "Afrique"
- Vassy - "Wanna Fly"
- Wir sind Helden - "Endlich Ein Grund Zur Panik"
- Yonderboi - Were You Thinking of Me?"

## Ligas
Para esta edición, se incluyen por primera vez, las ligas de Australia, Irlanda y República Checa
| - 1. Bundesliga - 2. Bundesliga - A-League (Nueva) - T-Mobile Bundesliga (B) - Jupiler League (A) - Serie A de Brasil (A) (C) - K-League - Superliga - Premier League - Liga BBVA Española - Liga Adelante - Major League Soccer - Ligue 1 - Ligue 2 - Eredivisie | - Premier League - Coca-Cola Championship - Coca-Cola League One - Coca-Cola League Two - Airtricity League (Nueva) - Serie A (A) (D) - Serie B (A) - Liga MX - Tippeligaen - Ekstraklasa (E) - Liga Sagres (A) - Gambrinus liga (Nueva) (A) - Allsvenskan (F) - Axpo Super Liga - Turkcell Süper Lig |

(A) Logo y nombre de la liga están sin licenciar.
(B) No están licenciados los clubes SCR Altach y SK Sturm Graz
(C) No están licenciados los clubes América Futebol Clube, Sport Club Internacional y Fluminense
(D) No están licenciados los clubes Cagliari, Genoa y Napoli
(E) No están licenciados los clubes Dyskobolia Grodzisk Wielkopolski, Korona Kielce y Lech Poznań
(F) No están licenciados los clubes IFK Göteborg, Hammarby Fotboll y AIK Estocolmo

### Resto Del Mundo
Para esta edición, se pierde el Sparta Praga (debido a la inclusión de su liga) el Atlético Mineiro (Debido a su acenso a primera división) y el Panathinaikos, a su vez, se incluye por primera vez, al club sudafricano Mamelodi Sundowns.
| - Boca Juniors - Club Atlético River Plate - Esporte Clube Bahia (3) - Ponte Preta (2) - Santa Cruz Futebol Clube (2) - São Caetano (2) - Fortaleza (2) | - AEK Atenas F.C. - PAOK - Olympiakos - Arka Gdynia (2) - Górnik Łęczna (2) - Pogoń Szczecin (2) - Wisła Płock (2) - Polonia Varsovia (Vuelve) - Lausanne-Sport (2) - AC Lugano (2) - La Chaux-de-Fonds (2) | - Orlando Pirates - Kaizer Chiefs - Mamelodi Sundowns (Nueva) | - Classic XI (Meilleur 11 classic) - World XI (Meilleur 11 mondial) |

(2) Pertenece a la segunda división de su país.
(3) Pertenece a la tercera división de su país.

## Selecciones nacionales
Para esta edición, se ausentan las selecciones de Serbia y Túnez, también se pierden las licencias de las selecciones Camerún, China, Hungría y Nigeria, a su vez, se licencian completamente a las selecciones de Ecuador, Noruega, Paraguay y Polonia, por último, vuelven las selecciones de Holanda y Nueva Zelanda (Tras aparecer por última vez en FIFA 2001) República Checa (Tras su ausencia en la edición anterior) y Sudáfrica (Tras FIFA Football 2003) Hay que recalcar que las selecciones de Holanda y República Checa, están completamente licenciadas.
- Afganistán (L)
- Alemania (L)
- Angola (L)
- Argentina (L)
- Australia (L)
- Austria (L)
- Bélgica (L)
- Bolivia (L)
- Brasil (L)
- Bulgaria (L)
- Camerún
- Canadá (L)
- Chile (L)
- China
- Colombia (L)
- Corea del Sur (L)
- Costa Rica (L)
- Croacia (L)
- Dinamarca (L)
- Ecuador (L)
- Emiratos Árabes Unidos (L)
- Escocia (L)
- Eslovaquia
- Eslovenia
- España (L)
- Estados Unidos (L)
- Finlandia
- Francia (L)
- Gales
- Ghana (L)
- Grecia (L)
- Guatemala
- Holanda (Vuelve) (L)
- Hungría
- Inglaterra (L)
- Irak (L)
- Irán (L)
- Irlanda (L)
- Irlanda del Norte (L)
- Italia (L)
- Jamaica (L)
- Japón (L)
- Marruecos
- México (L)
- Nueva Zelanda (Vuelve)
- Nigeria
- Noruega (L)
- Paraguay (L)
- Perú
- Polonia (L)
- Portugal (L)
- República Checa (Vuelve) (L)
- Rumania (L)
- Rusia
- Arabia Saudita (L)
- Sudáfrica (Vuelve)
- Suecia (L)
- Suiza
- Trinidad y Tobago (L)
- Túnez (L)
- Turquía (L)
- Ucrania
- Uruguay
- Venezuela

(L) Selecciones totalmente licenciadas.

## Estadios
Estadios oficiales
 Alemania
- Allianz Arena
- AWD Arena (Nueva) (P)
- Commerzbank Arena (Nueva) (P)
- Gottlieb Daimler Stadion (Nueva) (P)
- Hamburgo Arena (P)
- Olympiastadion
- Signal Iduna Park
- Veltins Arena
- BayArena

 Bélgica
- Estadio Constant Vanden Stock (P)

 Corea del Sur
- Daegu Sports Complex (P)
- Seul Sang-Am (P)

 Estados Unidos
- The Home Depot Center (Nueva) (P)

 España
- Camp Nou
- Calderón (P)
- Mestalla

 Francia
- Municipal de Gerland
- Parc des Princes
- Stade Velodrome
- Stade Felix Bollaert (P)

 Gales
- Estadio Millenium

 Inglaterra
- Anfield
- Emirates
- Old Trafford
- St. James' Park
- Stamford Bridge
- Wembley Stadium
- White Hart Lane Stadium (Nueva) (P)

 Italia
- Delle Alpi
- San Siro
- Stadio Olimpico

 México
- Estadio Azteca
- Estadio Jalisco (Nueva) (P)

 Países Bajos
- Amsterdam Arena (P)

 Portugal
- Estadio da Luz (P)
- Estadio do Dragão (P)
- Estadio José Alvalade (P)
- Estadio do Bessa XXI (P)

 ? Estadios Modernos y Genéricos
- Estadio Moderno Sudamericano
- Estadio Moderno Europeo
- Estadio Genérico Moderno

 ? Estadios de División
- División 1 Estilo Europeo
- División 1 Estilo Inglés
- División 2 Estilo Europeo
- División 2 Estilo Inglés
- División 3 Estilo Europeo
- División 3 Estilo Inglés

 ? Campos de Entrenamiento
- Campo de Entrenamiento Urbano
- Campo de Entrenamiento Rural

 ? Otros Estadios
- Estadio Cuadrado Abierto
- Estadio Cuadrado Cerrado
- Estadio Ovalado
- Estadio Olímpico

(P) Solo disponibles para PC, PS2, PSP y Wii